# Маннебах (Саарбург)
Маннебах (нем. Mannebach) — община в Германии, в земле Рейнланд-Пфальц.
Входит в состав района Трир-Саарбург. Подчиняется управлению Саарбург. Население составляет 360 человек (на 31 декабря 2010 года). Занимает площадь 6,02 км².